# Sayo Nole
Pour les articles homonymes, voir Sayo et Nole (homonymie).
Sayo Nole est un woreda de l'ouest de l'Éthiopie situé dans la zone Mirab Welega de la région Oromia. Il a 76 013 habitants en 2007. Son centre administratif est Bube.

## Origine et nom
Sayo Nole se détache de son voisin Nole Kaba probablement en 2007.
Le nom de ce woreda peut s'écrire Sayo Nole ou Seyo Nole selon les sources.

## Situation
Situé dans le sud de la zone Mirab Welega, Sayo Nole est limitrophe des zones Illubabor et Buno Bedele. 
|           | Haru       |      |
| Nole Kaba | Sayo Nole  | Mako |
|           | Alge Sachi |      |

Son centre administratif, Bube, s'appelle également Yirga Dejen et se trouve à près de 2 000 m d'altitude, une cinquantaine de kilomètres au sud de Gimbi sur la route en direction de Metu.

## Population
Au recensement national de 2007, le woreda compte 76 013 habitants dont 3 % de citadins avec 2 332 habitants à Bube.
La majorité des habitants du woreda (75 %) sont protestants, 13 % sont musulmans et 12 % sont orthodoxes.
En 2022, la population du woreda est estimée à 107 851 personnes avec une densité de population de 175 personnes par km2 et 615 km2 de superficie.